# Charlestown (San Cristóbal y Nieves)

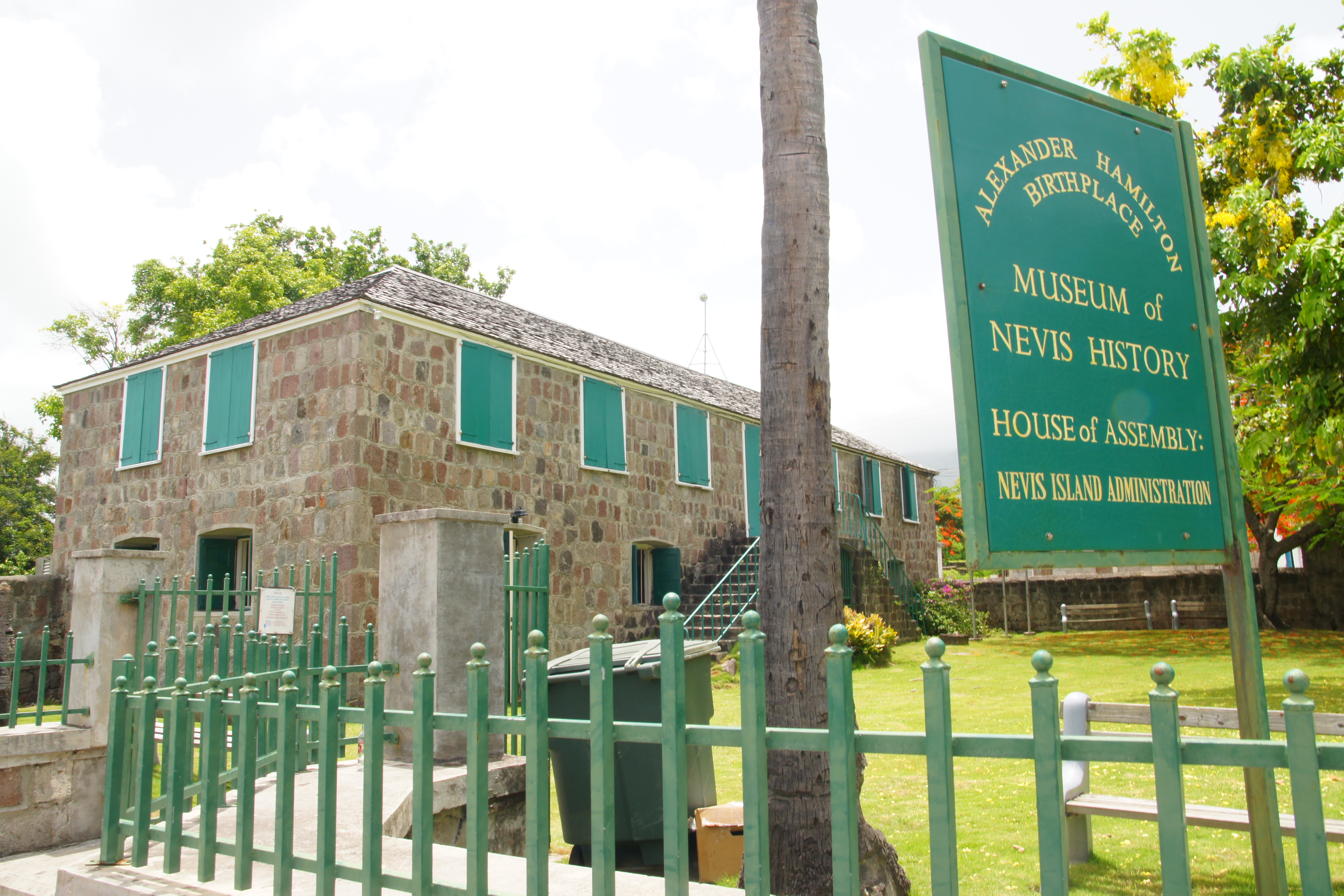
El museo de Historia de Nieves, Charlestown. Este edificio fue construido sobre los cimientos del edificio donde nació Alexander Hamilton.

Charlestown es una localidad de San Cristóbal y Nieves, capital de la parroquia de Saint Paul Charlestown y de la Isla Nieves, en la federación de San Cristóbal y Nieves, en las Islas de Barlovento en las Indias Occidentales, en el Caribe. La población está ubicada en el lado de barlovento de la isla, en el extremo sur de Pinneys Beach.
Se ubica a una altitud de 15 m sobre el nivel del mar en la Isla Nieves.
Según estimación 2010 cuenta con una población de 2204 habitantes.
Históricamente la población estaba protegida por el fuerte Charles al sur y el fuerte Black Rocks al norte. Muchos de los edificios de piedra más antiguos han sido dañados por terremotos que tienden a provocar el derrumbe de los pisos superiores. Esta situación ha llevado a la práctica habitual de construir el primer piso de los edificios en piedra y el segundo en madera.
Charlestown fue el lugar de nacimiento y hogar de infancia de Alexander Hamilton. El edificio de piedra restaurado donde nació actualmente es el Museo de Historia de Nieves en el primer piso y alberga la Sala de la Asamblea Administrativa de la Isla Nieves en el piso superior. Existen otros dos museos en Charlestown: el Museo Nelson y el Museo Deportivo de Nieves, así como la Oficina de Filatelia.
Existen otros muchos edificios importantes en la ciudad, debido a su capitalidad, algunos históricos y otros recientes, como la Oficina de Correos, el Edificio del Tesoro (donde se encuentra actualmente la Oficina de Turismo de Nieves), el Tribunal, la Biblioteca Pública, la nueva Estación de Policía y el Hospital Alexandra. En el extremo norte de la ciudad se encuentra el Hotel Bath y Spring House, que fue un famoso hotel turístico y spa durante el siglo XVIII. El edificio principal del Hotel Bath está ocupado actualmente por oficinas del gobierno.
Charlestown es el principal centro administrativo y comercial de Isla Nieves, y también la principal concentración residencial de la isla. También es el núcleo de transporte de Nieves. Dispone de un puerto moderno al que llegan periódicamente ferries procedentes de la vecina San Cristóbal.
En Memorial Square se recuerda a todos los soldados de Nieves que murieron durante las dos Guerras Mundiales. En las cercanías se encuentra el Cotton Ginnery Mall, el principal centro comercial de la ciudad.
El sistema educativo de Nieves es similar al sistema británico. En Charlestown existen cinco escuelas de preescolar y siete escuelas primarias públicas, además de tres privadas. Tras la escuela primaria los niños asisten a una de las tres escuelas secundarias.